# Damien Piqueras
Damien Piqueras (29 de agosto de 1991) es un deportista francés que compitió en remo. Ganó tres medallas en el Campeonato Mundial de Remo entre los años 2015 y 2017.

## Palmarés internacional
| Campeonato Mundial | Campeonato Mundial        | Campeonato Mundial | Campeonato Mundial  |
| Año                | Lugar                     | Medalla            | Prueba              |
| ------------------ | ------------------------- | ------------------ | ------------------- |
| 2015               | Aiguebelette (Francia)    | Medalla de oro     | Cuatro scull ligero |
| 2016               | Róterdam (Países Bajos)   | Medalla de plata   | Cuatro scull ligero |
| 2017               | Sarasota (Estados Unidos) | Medalla de oro     | Cuatro scull ligero |